# Cantonul Langeais
Cantonul Langeais este un canton din arondismentul Chinon, departamentul Indre-et-Loire, regiunea Centru, Franța.

## Comune
- Avrillé-les-Ponceaux
- Cinq-Mars-la-Pile
- Cléré-les-Pins
- Les Essards
- Ingrandes-de-Touraine
- Langeais (reședință)
- Mazières-de-Touraine
- Saint-Michel-sur-Loire
- Saint-Patrice